# Union Nationale des Femmes Marocaines
Union Nationale des Femmes Marocaines (UNFM), är en förening för kvinnors rättigheter i Marocko, grundad 1969.
UNFM grundades på initiativ av kung Hassan II den 6 maj 1969. Kungahuset stödde kvinnors rättigheter och Hassan II ville fortsätta sin fars stöd för försvaret av kvinnors rättigheter. Föreningens syfte var att utvecklingen av marockanska kvinnors status och att dra uppmärksamhet till frågan och verka för utökade rättigheter för kvinnor utan att stöta sig med islam. UNFM ersatte den förra kvinnoföreningen Union Progressite des femmes Marocaines, som hade upphört. Kvinnorörelsen i Marocko hade dock mycket blygsam framgång före 1990-talet, och UNFM:s räckvidd var begränsad till en klick överklasskvinnor. 